# Crotalaria longirostrata
Crotalaria longirostrata là một loài thực vật có hoa trong họ Đậu. Loài này được Hook. & Arn. miêu tả khoa học đầu tiên.